# Psittacara mitratus
El calancate cara roja (Psittacara mitratus), también llamado cotorra cabecirroja o aratinga mitrada, es una especie de ave sudamericana de la familia de los loros (Psittacidae), nativa de las Yungas, cuya área de distribución se extiende desde el centro-norte del Perú, hacia el sur a través de Bolivia, hasta el norte de Argentina y como errante en el norte de Chile; con poblaciones introducidas en los alrededores de la ciudad de Buenos Aires, California, Florida, Hawái y 
Monterrey. Esta especie puede constituir un complejo de especies crípticas.
En 1844 fue descrita científicamente por primera vez por el naturalista suizo Johann Jakob von Tschudi.

## Descripción

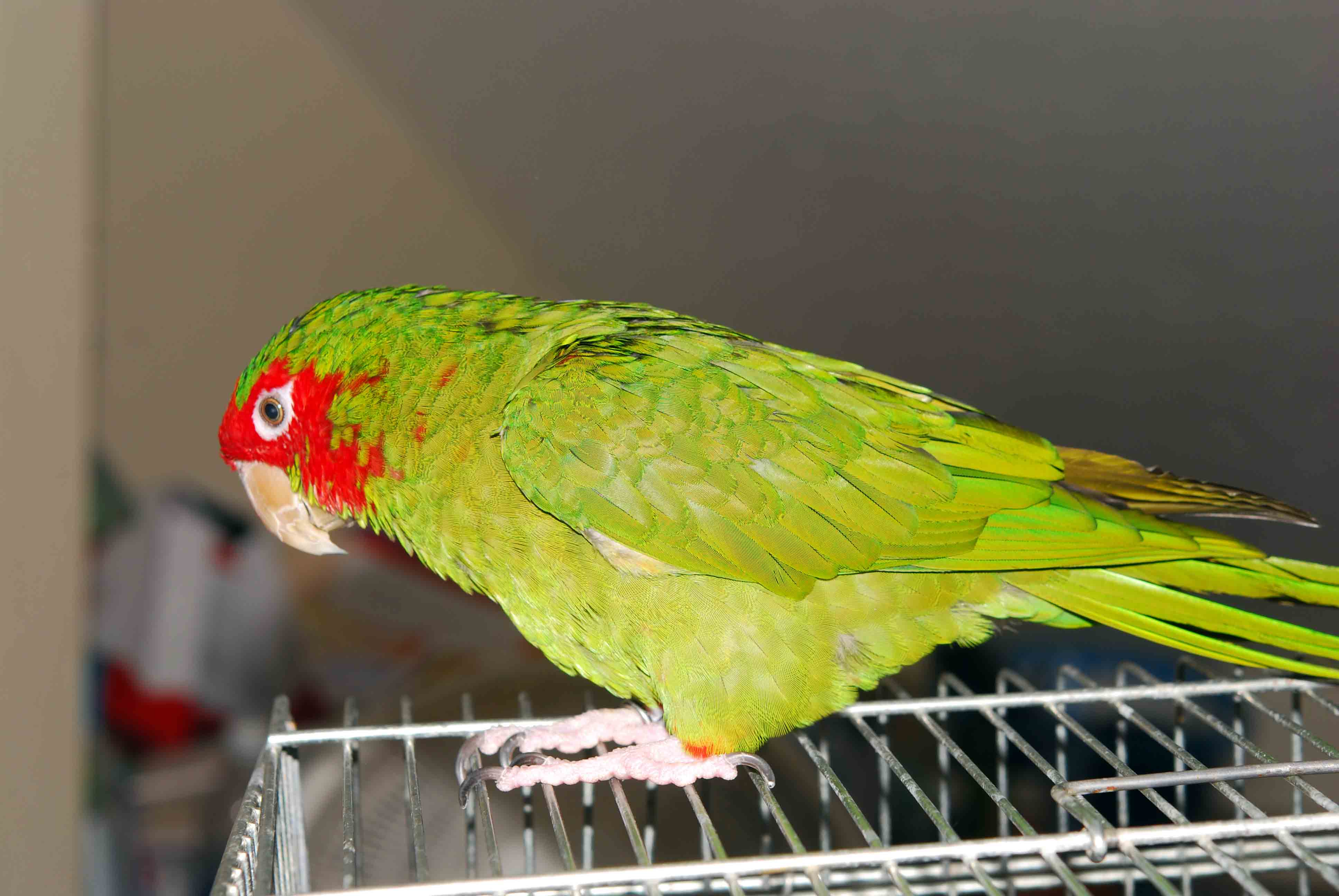

Su longitud total es de 34 a 38 cm (13-15 in). Es una especie de cola relativamente larga. Los adultos son principalmente verdes con distintas cantidades de rojo en la cara y en los muslos, un conspicuo anillo ocular de color blanco desnudado de plumaje, y un pico fuerte, de color hueso pálido. Los juveniles muestran un plumaje con poco o nada de rojo.

## Hábitat

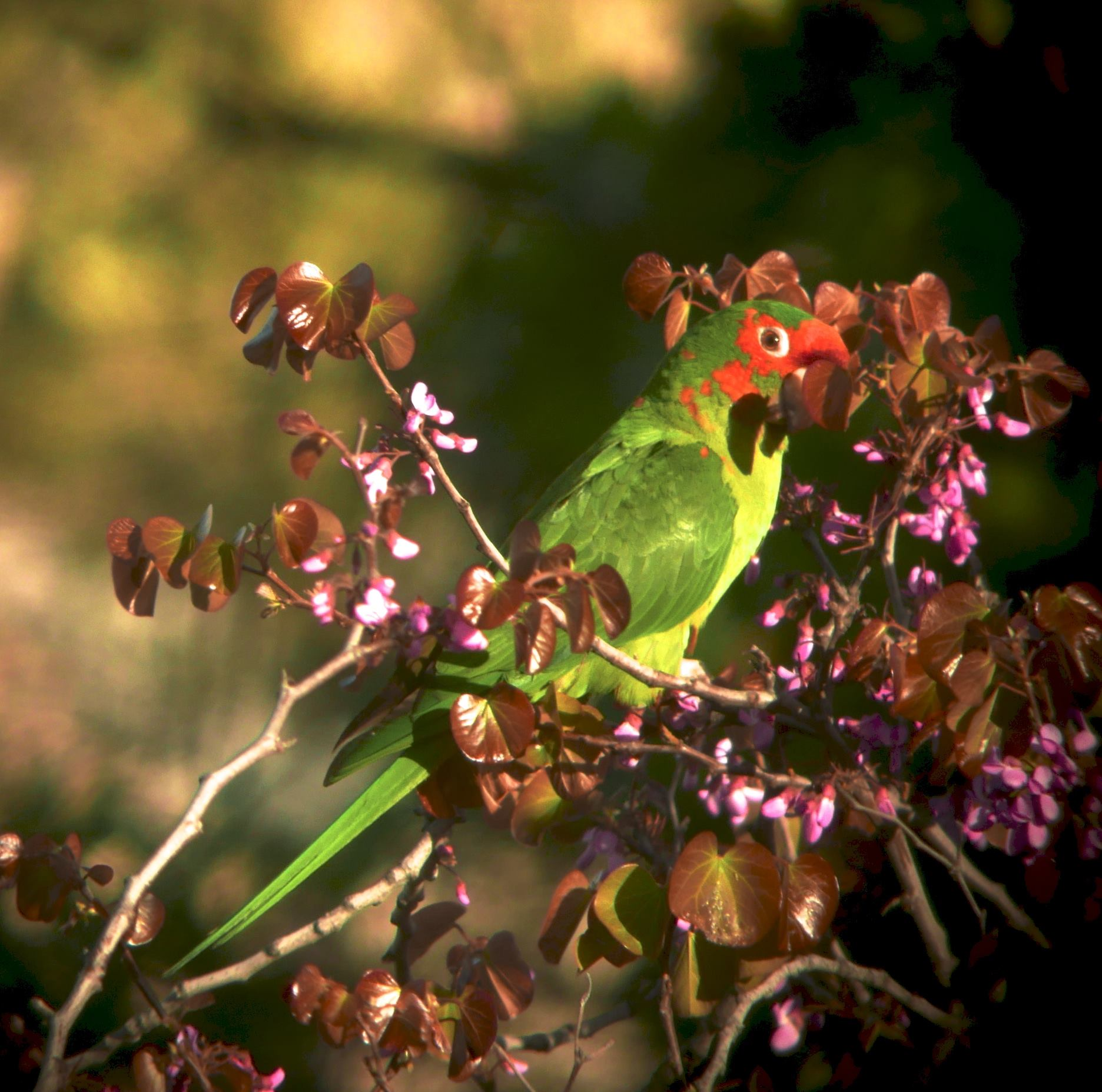
Parque de Monterols, Barcelona, España - 19:30

Su hábitat natural son las forestas y hábitats cercanos, generalmente a altitudes de 1000 a 3400 m s. n. m. (3300 a 11 150 pies). La población introducida en California se presenta principalmente en los parques urbanos y zonas residenciales. En Argentina es característico de la selva de la Yunga o nuboselva, con ingresiones en ambientes del distrito chaqueño serrano. También existe una colonia permanente y numerosa introducida accidentalmente en Barcelona, España, en varios parques urbanos.

## Abundancia

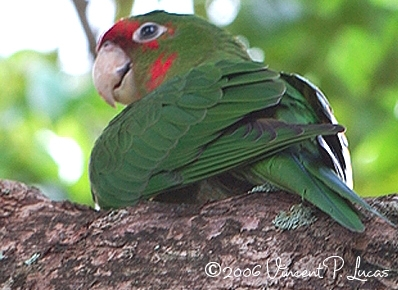

Es común a localmente abundante, pudiendo causar daños considerables en los cultivos. La población de California era de unos 1000 ejemplares en 2002; mientras que la población introducida en Maui, a pesar de los intentos de erradicación, se había incrementado a unos 200 individuos en 2003. 

## Comportamiento
Generalmente se lo encuentra en pequeñas bandadas, pero pueden reunirse en grupos de hasta 100 integrantes fuera del período de cría. En dormideros, excepcionalmente pueden agruparse hasta 2000 ejemplares. 

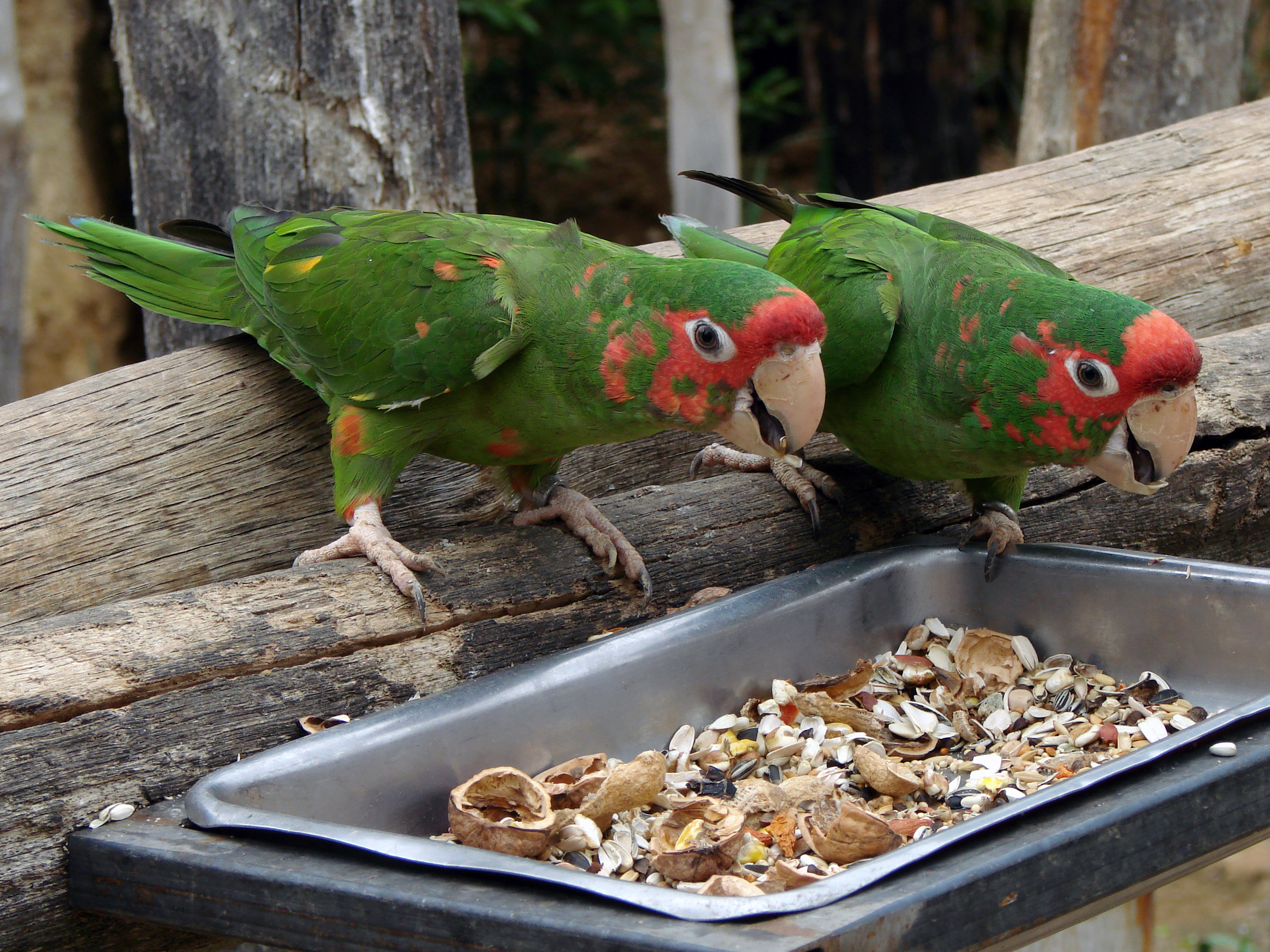

## Nidificación
Se reproduce colonialmente en barrancas de ríos o en acantilados. En Argentina también emplean huecos de árboles muertos. La postura es de 2 a 3 huevos (en cautiverio hasta 4). El período de incubación es de 23 días. 

## Alimentación
Se alimenta sobre todo de semillas, y frutas. 

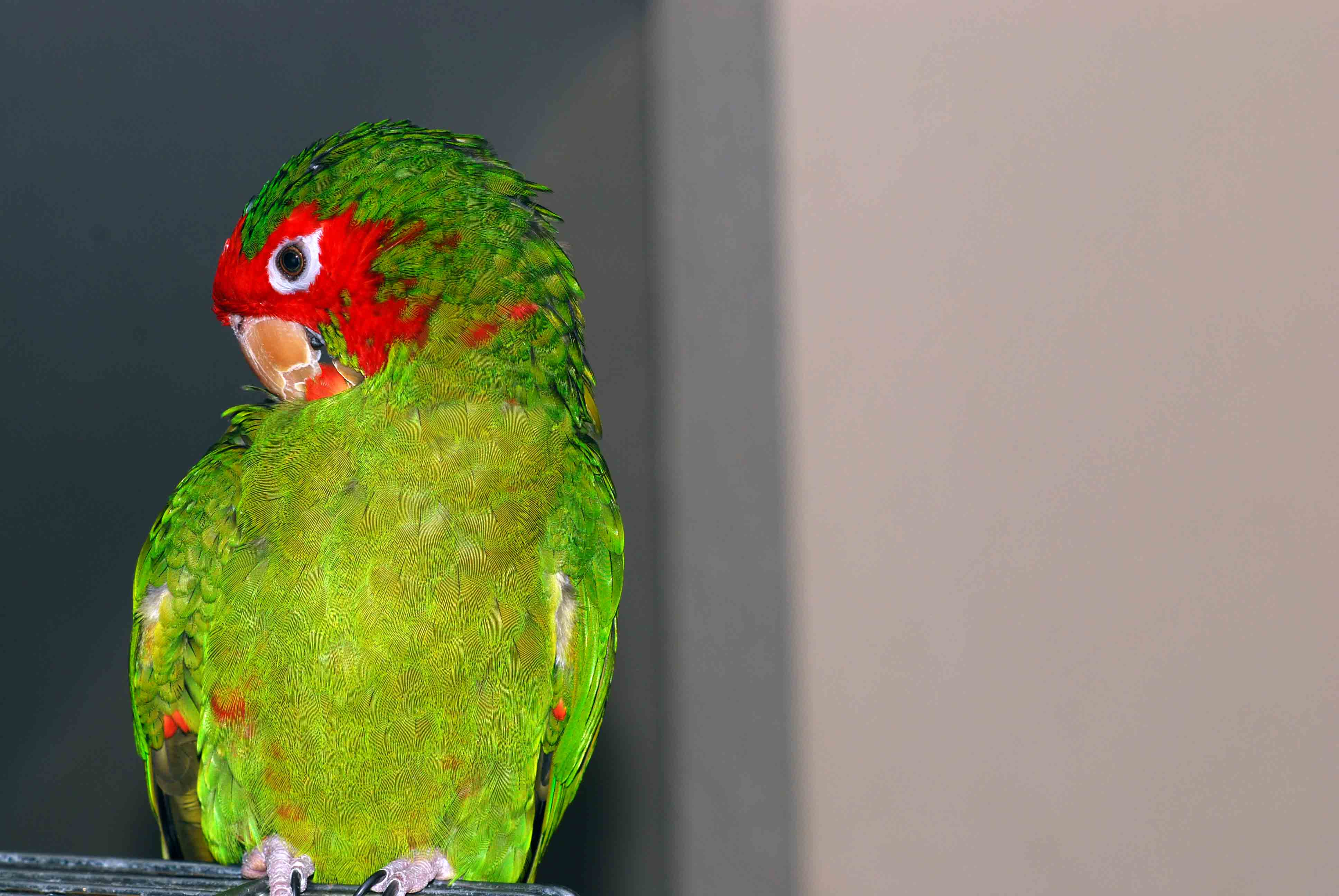

## Taxonomía
La taxonomía de esta especie ha experimentado recientemente cambios significativos, con la descripción de dos nuevas subespecies, y la elevación del taxón alticola (tradicionalmente considerado como una subespecie), a la categoría de especie plena (Psittacara alticola). Además, una nueva especie críptica de este complejo se ha descripto (Psittacara hockingi). Estas propuestas aún no han recibido un amplio reconocimiento, al menos en parte debido a la problemas relacionados con la identificación a campo de los taxones nuevos, e incertidumbres con respecto a posibles variaciones relacionadas con la edad. 

### Taxonomía tradicional
- Aratinga mitrata (Psittacara mitratus):
  - P. m. mitratus (subespecie nominal): Rojo en la frente, lores, y extensivamente a la cara.
  - P. m. alticola: Se encuentra en la región de Cusco, Perú, en altitudes más altas que la nominal. Las manchas rojas de la cara son muy limitadas o nulas.

### Taxonomía propuesta en 2006
- Aratinga mitrata (Psittacara mitratus):
  - P. m. mitratus (subespecie nominal): Desde la región peruana de Ayacucho, hacia el Sur a través de Bolivia, hasta las provincias de Salta y Jujuy en norte de Argentina. Rojo en la frente, lores, y moteado amplio en la cara (sobre todo alrededor de los ojos, aunque no logra formar por completo un anillo ocular rojo). Muslos de color rojo.
  - P. m. chlorogenys: Se encuentra en las regiones peruanas de Amazonas, Cajamarca, Huánuco y Junín. Rojo prácticamente restringido a la frente, y lores, con manchas rojas limitadas o nulas en la cara. Muslos de color rojo.
  - P. m. tucumanus: Endémica de Argentina, habitando en las provincias de Salta, Tucumán, Catamarca, y La Rioja; estando ya extinta en la de  Córdoba. La población introducida en California  probablemente pertenece a esta subespecie. Rojo en la frente y en amplio moteado de toda la cara. Las manchas forma un anillo rojo completo alrededor de los ojos, y a menudo también con una pocas manchas rojas en el cuello y el pecho. Muslos de color rojo.

- Psittacara alticola (propuesta como especie monotípica): Confirmada para las regiones peruanas de Huancavelica y Cusco, y el departamento boliviano de Cochabamba. Rojo en la frente y lores, y muy poco en la cara. Muslos verde.
- Psittacara hockingi (descrita como nueva especie monotípica): Especie endémica de Perú en las regiones de Amazonas, Ayacucho y Cuzco, y en el centro de Perú, en la cordillera de Carpish, y hacia el sur hasta el alto río Huallaga. Frente con una gran mancha roja, pero no posee rojo en la cara o lores. Muslos verde.
- Psittacara pereretensis (descrita como nueva especie monotípica): Especie endémica del centro de Bolivia de la zona de los valles secos interandinos exactamente en la distribución del Ara rubrogenys lugar con varias especies endémicas como la Ara rubrogenys y Myiopsitta monachus luchsi y varias aun sin identificar. Rojo en la frente y ojos y pequeñas manchas en la cara con una mancha amarilla arriba de la frente y algunos puntos amarillos en el cuello y nuca

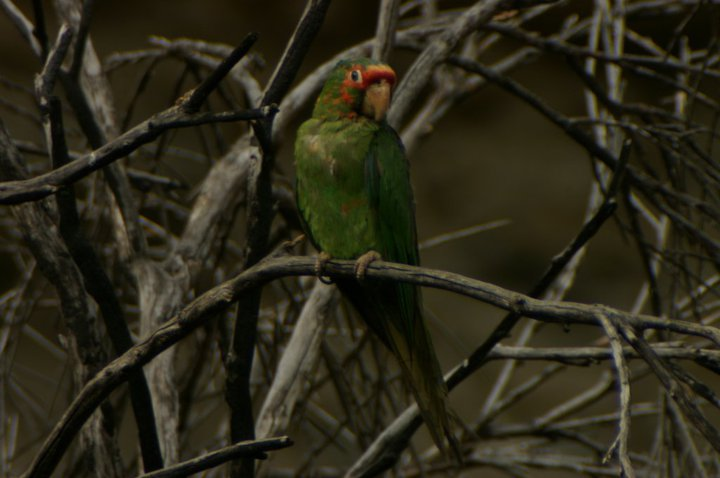
ejemplar de la especie monotípica Psittacara pereretensis en Bolivia